# Hugon Hanke

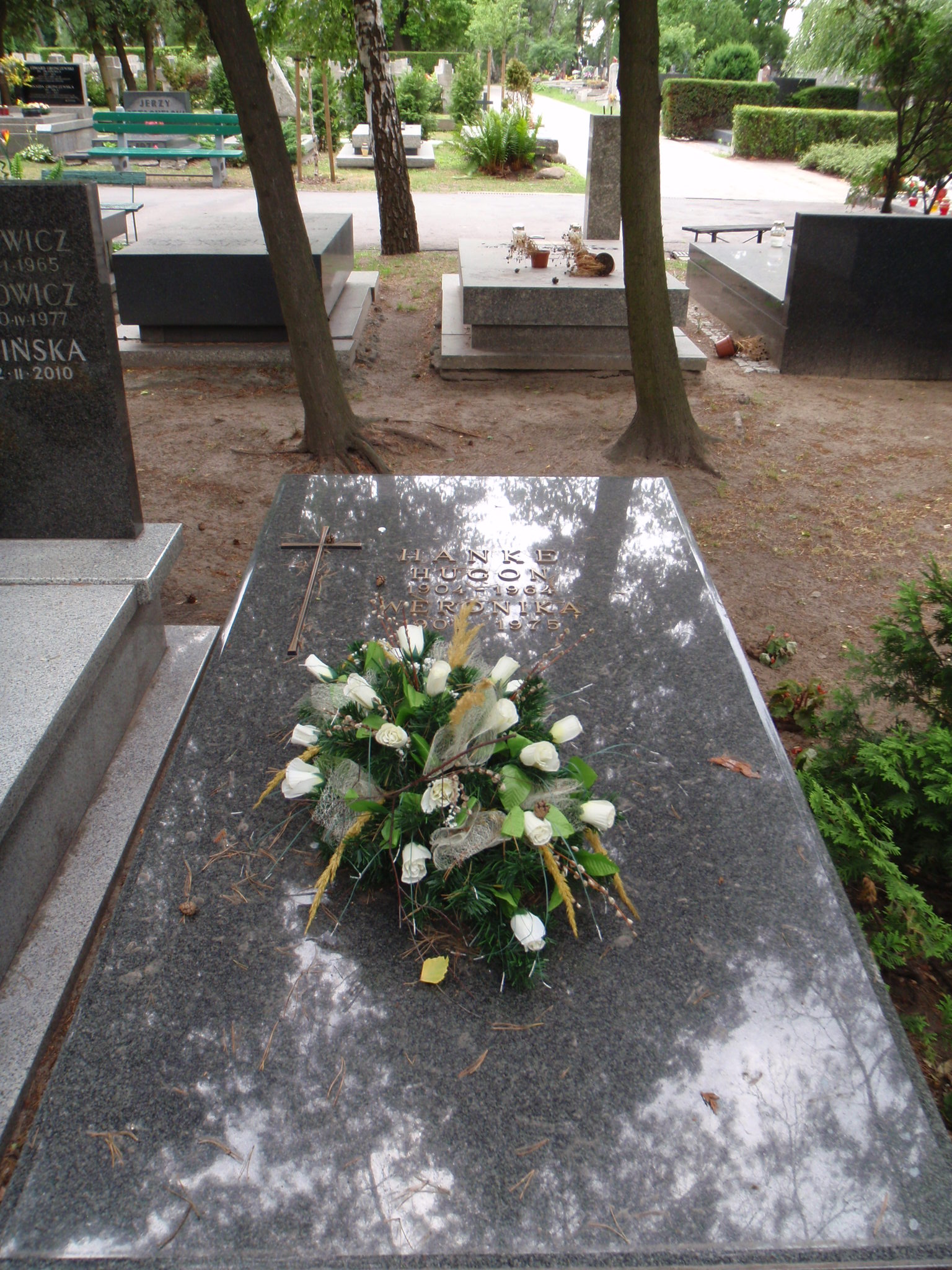
Grób Hugona Hanke na Cmentarzu Wojskowym na Powązkach w Warszawie

Hugon Hanke (ur. 26 marca 1904 w Siemianowicach, zm. 19 grudnia 1964 w Warszawie) – polski działacz związkowy i polityk, w 1955 premier rządu Rzeczypospolitej Polskiej na uchodźstwie. Od lipca 1952 agent Departamentu I Ministerstwa Bezpieczeństwa Publicznego o kryptonimie Ważny, 8 września 1955, pełniąc funkcję premiera rządu na uchodźstwie przyjechał na stałe do PRL.

## Życiorys
Pochodził z rodziny górniczej. Pracował jako robotnik w Hucie Laura. Członek Polskiej Organizacji Wojskowej Górnego Śląska, uczestnik III powstania śląskiego, walczył pod Górą św. Anny. Działacz Chrześcijańskiego Zjednoczenia Zawodowego Rzeczypospolitej Polskiej (od 1930 sekretarz okręgowy ChZZ w Katowicach, od 1936 wiceprezes Zarządu Głównego). Członek Rady Wojewódzkiej i Zarządu Głównego Polskiego Stronnictwa Chrześcijańskiej Demokracji Wojciecha Korfantego, a po 1937 członek Rady Naczelnej i Zarządu Głównego Stronnictwa Pracy.
W kampanii wrześniowej 1939 nie był zmobilizowany. W czasie agresji niemieckiej ewakuował się do południowo-wschodniej Polski, po agresji ZSRR na Polskę przekroczył granicę polsko-rumuńską. Następnie samodzielnie przez Bukareszt, Jugosławię i Grecję dostał się do Francji. Wstąpił do Wojska Polskiego. W stopniu kaprala walczył w kampanii francuskiej. Wzięty do niewoli niemieckiej, znalazł się w stalagu w Strasburgu. Uciekł w 1941 i przez Lyon (na terenie nieokupowanej Francji Vichy), Hiszpanię i Irlandię dotarł do Wielkiej Brytanii. Tu służył w 1. Dywizji Pancernej Polskich Sił Zbrojnych.
Odnowił kontakty z działaczami Stronnictwa Pracy przebywającymi na uchodźstwie. W konsekwencji pod koniec 1943 został przeniesiony do pracy w Ministerstwie Spraw Wewnętrznych Rządu RP na Uchodźstwie, gdzie zastał go koniec wojny. Pozostał w Wielkiej Brytanii, działał w emigracyjnym Stronnictwie Pracy, wchodząc do frakcji sympatyzującej z prezydentem Augustem Zaleskim i tzw. Grupą Zamku. W 1951 powołany do IV Rady Narodowej RP, 21 stycznia 1952 mianowany przez prezydenta Zaleskiego ministrem bez teki w rządzie Romana Odzierzyńskiego, funkcję tę pełnił również w rządzie Jana Hryniewskiego. Członek Rady Rzeczypospolitej Polskiej z desygnacji Stronnictwa Pracy.
W konflikcie politycznym, który nastąpił w 1954 pomiędzy Augustem Zaleskim, kończącym swą kadencję prezydencką, a Egzekutywą Zjednoczenia Narodowego opowiedział się po stronie prezydenta.
Pełniąc funkcję ministra zgłosił się w lipcu 1952 do ataszatu wojskowego przy ambasadzie PRL w Londynie, dobrowolnie oferując komunistom swe usługi. Używając początkowo fikcyjnego nazwiska przedstawił swoje możliwości dotarcia do najważniejszych informacji z życia struktur politycznych uchodźstwa. Był najważniejszym informatorem bezpieki w strukturach emigracji londyńskiej, agentem Departamentu I Ministerstwa Bezpieczeństwa Publicznego o kryptonimie Ważny, przekazując bezpiece dokumenty władz RP, za co pobierał wynagrodzenie. Informował o działalności Rządu RP i Rady Narodowej, o akcji zjednoczeniowej emigracji i reperkusjach afery Bergu, związanej z ujawnieniem przez Ministerstwo Bezpieczeństwa Publicznego, że niektóre działania emigracyjnych partii były finansowane przez CIA. Bezpieka finansowała jego podróże do ośrodków emigracyjnych w Belgii i Francji.
Po upadku rządu Stanisława Mackiewicza – 8 sierpnia 1955 prezydent August Zaleski powołał Hankego na stanowisko premiera.
Nieoczekiwanie 8 września 1955 Hanke znalazł się w PRL, gdzie udał się z wizyty we Włoszech. Wspominając te wydarzenia Juliusz Nowina-Sokolnicki mówił: Wśród członków Rządu i Rady Rzeczypospolitej przeważały przypuszczenia, że został on porwany w drodze do Rzymu przez Bezpiekę i oczywiście zmuszony do nawoływania emigracji do powrotu. Złudzenia te się rozwiały, gdy natrafiono w mieszkaniu p. Hanke na ślady jego współpracy z wywiadem krajowym. 10 września władze PRL rozpoczęły akcję propagandową w radiu i prasie, obejmowała ona również konferencje prasowe i publiczne wystąpienia Hankego. Hanke krytykował londyńskich polityków emigracyjnych, skupiając się na niejasnościach finansowych i tzw. aferze Bergu i apelował do emigrantów o powrót do kraju. W PRL został członkiem zarządu głównego powołanego w październiku 1955 Towarzystwa Łączności z Polonią Zagraniczną „Polonia”.
Został pochowany na Cmentarzu Wojskowym na Powązkach w Warszawie (kwatera C 2 rz. 13 m. 15).